# ICar 03
iCar 03 – elektryczny samochód osobowy typu SUV klasy kompaktowej produkowany pod chińską marką iCar od 2023 roku.

## Historia i opis modelu

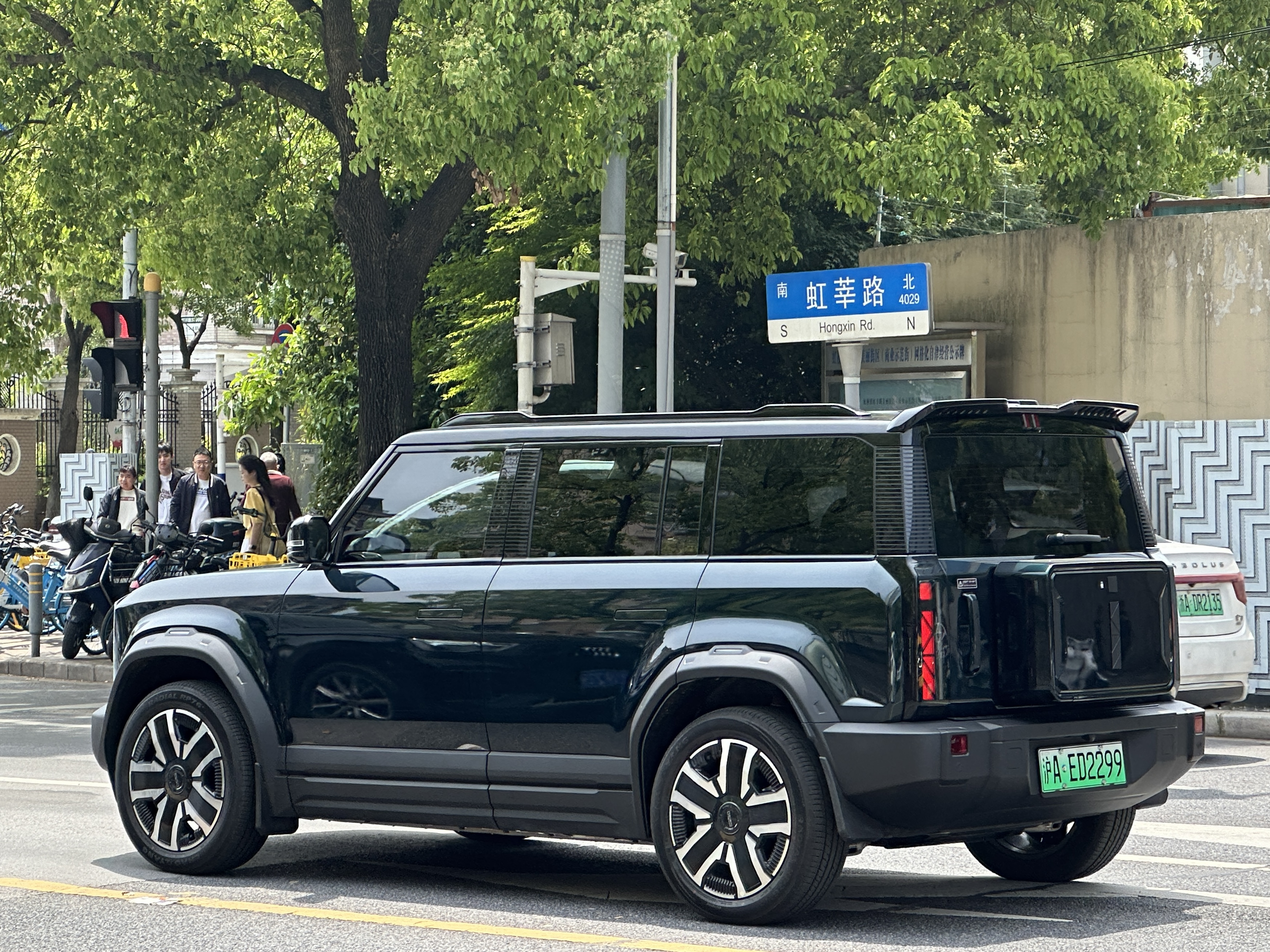
iCar 03 - tył

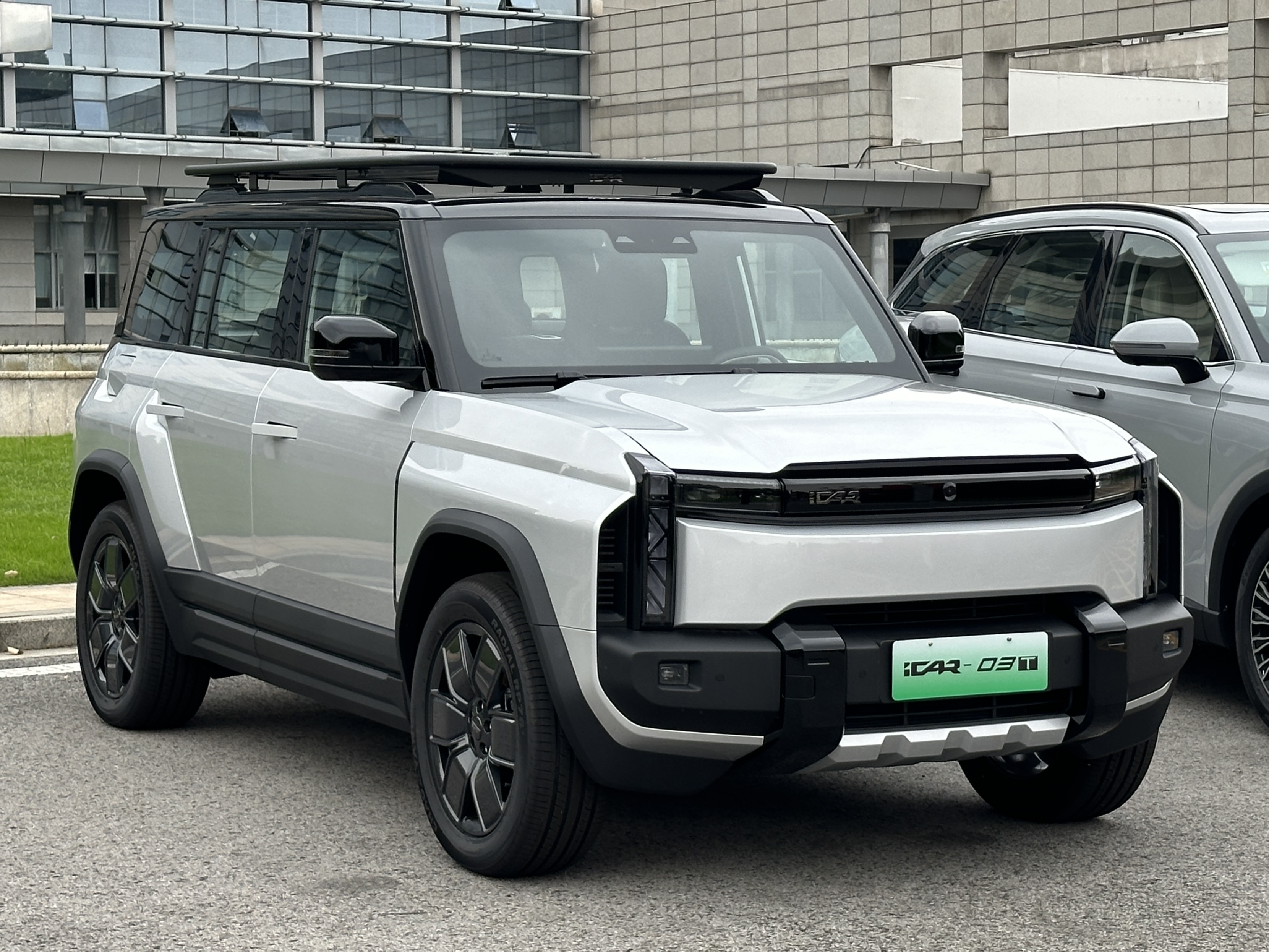
iCar 03T

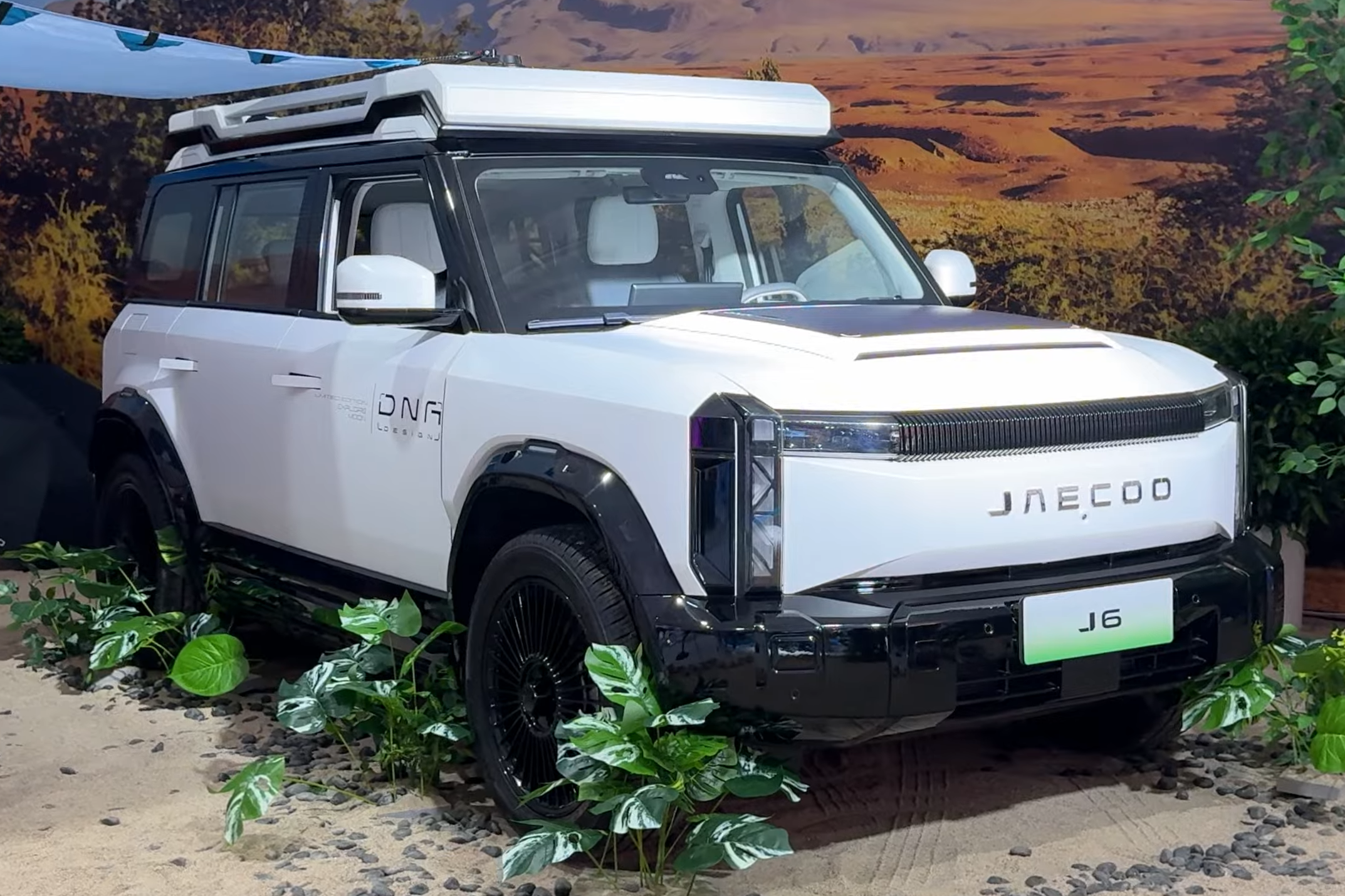
globalne Jaecoo J6

W kwietniu 2023 roku podczas międzynarodowych targów samochodowych Szanghaju odbyła się inauguracja iCar, nowej marki chińskiego koncernu Chery Automobile. Pierwszym seryjnym produktem filii został kompaktowy crossover iCar 03, który utrzymany został w charakterystycznym surowym wzornictwie obfitującym w kanciaste formy. Zarówno z przodu, jak i z tyłu zastosowano pionowe oświetlenie z motywem litery "i", a na klapie bagażnika zastosowano też schowek na przewody do ładowania w kształcie zaokrąglonego prostokąta.
Wzorem projektu nadwozia, tak i kabina pasażerska iCara 03 utrzymana została we wzornictwie opartym na kanciastych kształtach. Przed kierownicą zastosowano wąski wyświetlacz cyfrowych zegarów o przekątnej 9,2 cala, a masywny pionowy kokpit zdominował centralny dotykowy wyświetlacz o przekątnej 15,6 cala. Masywny, wysoko poprowadzony tunel środkowy wyposażono w charakterystyczne, boczne uchwyty. W rozwoju oprogramowania wraz z systemem półautonomicznej jazdy uczestniczył chiński producent m.in. dronów i sprzętu elektronicznego DJI, który dostarczył kluczowe komponenty monitorujące otoczenie pojazdu.

### 03T
W lipcu 2024 roku zaprezentowany został dodatkowy, specjalny wariant o nazwie 03T, który w stosunku do bazowej wersji przeszedł obszerne modyfikacje wizualne. Samochód zyskał poszerzone, bardziej obłe nadkola, inny przedni i tylny zderzak, a także przeprojektowaną maskę oraz dedykowane wzory alufelg.

### Sprzedaż
Samochód w pierwszej kolejności zadebiutował na rodzimym rynku chińskim, trafiając do sprzedaży w lutym 2024 roku z ceną 109 800 juanów za podstawową specyfikację. W maju tego samego roku w Malezji przedstawiona została eksportowa odmiana pod inną marką Jaecoo jako Jaecoo J6, a pół roku później - specyfikacja filipińska pod inną nazwą Jaecoo EJ6. W listopadzie 2024 uruchomiona została produkcja w Indonezji, poszerzając tym samym zasięg rynkowy o kolejny kraj i ponownie pod inną marką - jako Chery J6.

### Dane techniczne
W pełni elektryczny układ napędowy iCara 03 utworzył podstawowy tylnonapędowy wariant o mocy 184 KM i 184 Nm maksymalnego momentu obrotowego. Mocniejsza wersja AWD 275-konny układ tworzony przez dwa silniki. Trzy dostępne rodzaje akumulatora o pojemności 50,6, 65,7 oraz 69,8 kWh umożliwiły kolejno: 401, 501 lub 472 kilometry zasięgu według chińskiego cyklu pomiarowego CLTC.